# 自転車の車輪
「自転車の車輪」（じてんしゃのしゃりん、Bicycle Wheel）は、マルセル・デュシャンによるレディメイドである。前輪が付いた自転車のフォークが、木製のスツールに逆さまに取り付けられるという構成である。
1913年、パリのスタジオで、デュシャンは自転車の車輪を逆さまにしてスツールに置き、それをときどき回転させて眺めていた。この作品が目的があり作ったものであることを否定したが、この作品はデュシャンのレディメイドの最初のものとして知られるようになった。「暖炉の中で踊る炎を眺めるのが楽しいのと同じように、それを見るのが楽しかった」と述べている。数年後にニューヨークでレディメイドを作り始めてから「自転車の車輪」もレディメイドであると判断し、第2のバージョンを作成している。
1913年の最初のものと1916-17年の第2のバージョンは両方とも失われている。デュシャンは1951年に別のバージョンを再び作成している。
「自転車の車輪」は最初の動く彫刻であると言われている。